# Lychnosea runcinaria
Lychnosea runcinaria là một loài bướm đêm trong họ Geometridae.